# Institut grand-ducal
Het Institut grand-ducal is een Luxemburgs instituut, dat als doel heeft het cultiveren van wetenschappen, kunst en literatuur. Het instituut werd in 1868 opgericht onder de naam Institut royal grand-ducal. Het instituut is een rechtspersoon en geniet bescherming van de groothertog van Luxemburg.

## Achtergrond
In mei 1868 vergaderden prins Hendrik, de heer Engling, voorzitter van de "Société archéologique du Grand-Duché de Luxembourg", Charles Mersch, voorzitter van de "Société des Sciences naturelles du Grand-Duché de Luxembourg" en Pierre Schmit, voorzitter van de "Société des Sciences médicales du Grand-Duché de Luxembourg" in het Athénée royal grand-ducal over het instellen van een instituut in Luxemburg, enigszins naar het model van het Institut de France. Bij koninklijk groothertogelijk besluit van 24 oktober 1868 fuseerden de drie verenigingen tot het Institut royal grand-ducal. Na de dood van koning-groothertog Willem III in 1890 werd de naam van het instituut veranderd in Institut grand-ducal.
Het instituut bestond oorspronkelijk uit drie secties, sinds 1966 zijn dat er zes:
- sectie historische wetenschappen (section historique)
- sectie natuurwetenschappen, natuurkunde en wiskunde (section des sciences naturelles, physiques et mathématiques)
- sectie medische wetenschappen (section des sciences médicales)
- sectie taalkunde, volkenkunde en onomastiek (section de linguistique, d'ethnologie et d'onomastique). Ontstaan in 1935 uit de Société luxembourgeoise d'études linguistiques et dialectologiques à Luxembourg en heette tot 1962 'Section de linguistique, de folklore et de toponymie'.
- sectie kunsten en Letteren (section des arts et lettres). Toegevoegd in 1962.
- sectie moraal en politieke wetenschappen (section des sciences morales et politiques). Opgericht in 1966.

## Enkele leden en ereleden
- Alphonse Arend
- Christian Calmes
- Joseph Cuvelier
- Émile De Wildeman
- Jean-Pierre Glaesener
- Félix Mersch